# أليكس كاري
أليكس كاري (بالإنجليزية: Alex Carey)‏ هو عالم نفس أسترالي، ولد في 1 ديسمبر 1922، وتوفي في 1988.